# Bad Peterstal-Griesbach
Bad Peterstal-Griesbach är en kommun i Ortenaukreis i regionen Südlicher Oberrhein i Regierungsbezirk Freiburg i förbundslandet Baden-Württemberg i Tyskland.  Bad Peterstal-Griesbach, som består av de två fram till 1 juli 1973 självständiga kommunerna Bad Griesbach och Bad Peterstal, har cirka 2 800 invånare.
Kommunen ingår i kommunalförbundet Oberes Renchta tillsammans med staden Oppenau.